# 5448 Siebold
Az 5448 Siebold (ideiglenes jelöléssel 1992 SP) a Naprendszer kisbolygóövében található aszteroida. A. Sugie fedezte fel 1992. szeptember 26-án.